# Rio Jari (vattendrag i Brasilien, lat -1,15, long -51,90)
Rio Jari är ett vattendrag i Brasilien. Det ligger i den norra delen av landet, 1 700 km norr om huvudstaden Brasília.
Trakten runt Rio Jari består huvudsakligen av våtmarker. Runt Rio Jari är det mycket glesbefolkat, med 3 invånare per kvadratkilometer.